# Ocamlyacc
Ocamlyacc – generator parserów dla języka Ocaml, wzorowany na programach typu yacc dla C.
Operowanie na drzewach składniowych w Ocamlu jest o wiele łatwiejsze niż w C.
Połączenie tych dwóch cech - generatora parserów i języka z dobrymi możliwościami przekształceń symbolicznych,
czyni z Ocamla jeden z najwygodniejszych w użyciu języków pisania parserów. 
Programy w ocamlyacc mają rozszerzenie .mly
Ocamlyacc używany jest zwykle w połączeniu z generatorem lekserów ocamllex, wzorowanym na programach typu lex dla C. Pliki źródłowe ocamllex mają rozszerzenie .mll.

## Przykład
Napiszemy parser, który interpretuje pliki języka K, nazwanego tak ze względu na duże wizualne podobieństwo do C.
K nie jest zbyt ambitnym językiem (inaczej interpreter znacznie przerastałby parser), ale umożliwia czytanie wejścia (get),
wykonywanie obliczeń (tutaj funkcja Fibonacciego) oraz drukowanie wyników (p):
```
pre1 = 0;
pre2 = 1;
n = 0;
get nmax;
while (n < nmax)
{
    new = pre1 + pre2;
    pre2 = pre1;
    pre1 = new;
    n += 1
};
p pre1

```

### Lekser
Zawartość pliku lexer.mll:
```
{
    open Parser
}
let space = [' ' '\n' '\t']
let digit = ['0'-'9']
let alpha = ['a'-'z' 'A'-'Z']
rule token = parse
    space +     { token lexbuf }
    | 'p'       { PRINT }
    | "if"      { IF }
    | "else"    { ELSE }
    | "while"   { WHILE }
    | "proc"    { PROC }
    | "call"    { CALL }
    | "get"     { GET }
    | alpha (digit|alpha) *     { ID (Lexing.lexeme lexbuf) }
    | digit +   { INT (int_of_string (Lexing.lexeme lexbuf)) }
    | '+'       { PLUS }
    | '-'       { MINUS }
    | '*'       { TIMES }
    | '('       { LPAREN }
    | ')'       { RPAREN }
    | '{'       { LBRACE }
    | '}'       { RBRACE }
    | ';'       { SEMI }
    | "=="      { EQEQ }
    | '='       { EQ }
    | ">"       { GT }
    | ">="      { GE }
    | "<"       { LT }
    | "<="      { LE }
    | "+="      { PLUS_EQ }
    | "-="      { MINUS_EQ }
    | "*="      { TIMES_EQ }
    | eof       { EOF }

```

Jak widać ogólna struktura prostego pliku .mll to:
```
{
  kod w ocamlu, przepisywany bezpośrednio na wyjście
}
let x = kilka_deklaracji
let y = ułatwiających
let z = pisanie_reguł
rule token = parse
      reguła     { wyrażenie_zwracające_symbol }
   | inna_reguła { inne_wyrażenie_zwracające_symbol }
   | itd         { itd }
   | eof         { można_dzięki_temu_przekazać_eof_do_parsera }

```

### Parser
Plik .mly zaczyna się kodem, który będzie bezpośrednio przepisany, zawartym między %{ i %}.
Potem następuje deklaracja typu tokenów - tokeny proste deklaruje się %token NAZWA, tokeny niosące dodatkowe informacje
%token <typ> NAZWA. Potem trzeba zdefiniować regułę startową %start reguła i jej typ %type <typ> reguła.
Typy innych reguł Ocaml potrafi zazwyczaj inferować, jednak można je też zdeklarować.
Potem następuje %% i zaczynają się reguły postaci:
```
nazwa:
      możliwa struktura       { wyrażenie dla tej struktury }
    | inna możliwa struktura  { wyrażenie dla innej struktury }
    | itd                     { itd }
;;

```

Przykład parsera dla K:
```
%{
open Hashtbl;;
open Program;;
%}

%token <string> ID
%token <int> INT
%token LPAREN RPAREN
%token LBRACE RBRACE
%token PLUS MINUS TIMES
%token EQEQ GT GE LT LE
%token PLUS_EQ MINUS_EQ TIMES_EQ
%token IF ELSE WHILE
%token SEMI
%token EOF
%token PRINT
%token EQ
%token PROC CALL GET

%start program
%type <Program.stree list> program

%%

program:
    decls_and_stmts EOF
        { $1 }
;;
decl:
    PROC ID stmt {PROC_TREE ($2,$3)}
;;
decls_and_stmts:
    decl
        { [$1] }
    | stmt
        { [$1] }
    | stmt SEMI decls_and_stmts
        { $1 :: $3 }
    | decl SEMI decls_and_stmts
        { $1 :: $3 }
;;
stmtgroup:
      stmt { [$1] }
    | stmt SEMI stmtgroup { $1 :: $3 }
;;
stmt:
      stmt_a1 { $1 }
    | stmt_a2 { $1 }
;;
stmt_a1:
      /* empty */ { NOOP_TREE }
    | LBRACE stmtgroup RBRACE { STMT_GROUP_TREE $2 }
    | PRINT expr { PRINT_TREE $2 }
    | CALL ID { CALL_TREE $2 }
    | GET ID { GET_TREE $2 }
    | ID EQ expr { ASSIGN_TREE ($1,$3) }
    | ID PLUS_EQ expr { ASSIGN_TREE ($1,(PLUS_TREE((ID_TREE $1),$3))) }
    | ID MINUS_EQ expr { ASSIGN_TREE ($1,(MINUS_TREE((ID_TREE $1),$3))) }
    | ID TIMES_EQ expr { ASSIGN_TREE ($1,(TIMES_TREE((ID_TREE $1),$3))) }
    | WHILE LPAREN expr RPAREN stmt_a1 { WHILE_TREE($3,$5)}
    | IF LPAREN expr RPAREN stmt_a1 ELSE stmt_a1 { IF_TREE($3,$5,$7) }
;;
stmt_a2:
      WHILE LPAREN expr RPAREN stmt_a2 { WHILE_TREE($3,$5)}
    | IF LPAREN expr RPAREN stmt { IF_TREE($3,$5,NOOP_TREE) }
    | IF LPAREN expr RPAREN stmt_a1 ELSE stmt_a2 { IF_TREE($3,$5,$7) }
;;

expr:
    expr_p0 { $1 }
;;
expr_p0:
      expr_p0 EQEQ expr_p1 { EQEQ_TREE ($1,$3) }
    | expr_p0 GT expr_p1 { GT_TREE ($1,$3) }
    | expr_p0 LT expr_p1 { GT_TREE ($3,$1) }
    | expr_p0 GE expr_p1 { GE_TREE ($1,$3) }
    | expr_p0 LE expr_p1 { GE_TREE ($3,$1) }
    | expr_p1 { $1 }
;;
expr_p1:
      expr_p1 PLUS expr_p2 { PLUS_TREE ($1,$3) }
    | expr_p1 MINUS expr_p2 { MINUS_TREE ($1,$3) }
    | expr_p2 { $1 }
;;
expr_p2:
      expr_p2 TIMES expr_p3 { TIMES_TREE ($1,$3) }
    | expr_p3 { $1 }
;;
expr_p3:
      LPAREN expr_p0 RPAREN { $2 }
    | ID  { ID_TREE $1 }
    | INT { INT_TREE $1 }
;;

```

W tym przypadku priorytety operatorów zdefiniowano bezpośrednio na poziomie gramatyki. Można użyć zamiast tego analogicznie jak w yacc deklaracji %left, %right, %nonassoc i %prec
stmt_a1 i stmt_a2 rozwiązują interesujący dangling else problem i są warte specjalnej uwagi.

### program.ml
Plik program.ml zawiera wnętrzności programu. Nie są one interesujące z punktu widzenia budowy parsera,
jednak należy je zamieścić ze względu na kompletność helloworlda.
Typy xtree - drzewo przedstawiające wyrażenie i stree - drzewo przedstawiające polecenie są używane przez parser.
```
(* autohash *)
type autohash = { autohash_last: int ref; autohash_h:(string,int)Hashtbl.t; };;

let autohash_get ah s =
    try Hashtbl.find ah.autohash_h s
    with Not_found -> (
            ah.autohash_last := 1 + !(ah.autohash_last);
            Hashtbl.add ah.autohash_h s !(ah.autohash_last);
            !(ah.autohash_last);
    );;

(* types *)
type xtree =
      ID_TREE of string
    | INT_TREE of int
    | PLUS_TREE of xtree * xtree
    | MINUS_TREE of xtree * xtree
    | TIMES_TREE of xtree * xtree
    | EQEQ_TREE of xtree * xtree
    | GT_TREE of xtree * xtree
    | GE_TREE of xtree * xtree
;;
type stree =
      ASSIGN_TREE of string * xtree
    | NOOP_TREE
    | IF_TREE of xtree * stree * stree
    | WHILE_TREE of xtree * stree
    | PRINT_TREE of xtree
    | STMT_GROUP_TREE of stree list
    | PROC_TREE of string * stree
    | CALL_TREE of string
    | GET_TREE of string
;;

(* interpreter *)
type ienv = { ienv_var : (string,int) Hashtbl.t; ienv_proc : (string,stree) Hashtbl.t; }

let rec xtree_eval e = function
      INT_TREE a -> a
    | ID_TREE a -> (Hashtbl.find e.ienv_var a)
    | PLUS_TREE (a, b) -> (xtree_eval e a) + (xtree_eval e b)
    | MINUS_TREE (a, b) -> (xtree_eval e a) - (xtree_eval e b)
    | TIMES_TREE (a, b) -> (xtree_eval e a) * (xtree_eval e b)
    | EQEQ_TREE (a,b) -> let av = (xtree_eval e a) in let bv = (xtree_eval e b) in
            if (av = bv) then 1 else 0;
    | GT_TREE (a,b) -> let av = (xtree_eval e a) in let bv = (xtree_eval e b) in
            if (av > bv) then 1 else 0;
    | GE_TREE (a,b) -> let av = (xtree_eval e a) in let bv = (xtree_eval e b) in
            if (av >= bv) then 1 else 0;
;;
let rec stmt_eval e = function
      PRINT_TREE a -> print_string "> "; print_int(xtree_eval e a); print_newline();
    | IF_TREE (a,b,c) -> if ((xtree_eval e a) != 0) then (stmt_eval e b) else (stmt_eval e c);
    | NOOP_TREE -> ()
    | ASSIGN_TREE (a,b) -> (Hashtbl.add e.ienv_var a (xtree_eval e b))
    | WHILE_TREE (a,b) -> while ((xtree_eval e a) != 0) do stmt_eval e b done
    | STMT_GROUP_TREE (a) -> stmt_group_eval e a
    | PROC_TREE (a,b) -> (Hashtbl.add e.ienv_proc a b)
    | CALL_TREE (a) -> stmt_eval e (Hashtbl.find e.ienv_proc a)
    | GET_TREE (a) -> (Hashtbl.add e.ienv_var a (read_int()))
and stmt_group_eval e = function
      [] -> ()
    | h::t -> (stmt_eval e h); (stmt_group_eval e t)
;;
let rec stmts_eval e = function
      [] -> ()
    | h::t -> stmt_eval e h ; stmts_eval e t;
;;
let program_eval p =
    let e = { ienv_var = Hashtbl.create 16; ienv_proc =  Hashtbl.create 16} in
        stmts_eval e p
;;

```

### Procedura główna
Plik kk.ml zawiera "procedurę główną" i wywołuje nasz parser.
```
open Program
let _ =
    if Array.length Sys.argv <= 1 then
        print_string ("Usage: "^(Sys.argv.(0))^" <k program>\n")
    else
        let p = Parser.program Lexer.token (Lexing.from_channel (open_in Sys.argv.(1))) in
            program_eval p
;;

```

### Makefile
W tworzeniu Makefile pomocny może być program ocamldep, choć nie radzi on sobie bezpośrednio z plikami .mll i .mly.
```
all: kk
kk_opt: program.cmx lexer.cmx parser.cmx kk.cmx
        ocamlopt -o $@ $^
kk: program.cmo lexer.cmo parser.cmo kk.cmo
        ocamlc -o $@ $^
%.ml: %.mll
        ocamllex $<
%.mli %.ml: %.mly
        ocamlyacc $<
%.cmo: %.ml
        ocamlc -c $<
%.cmx: %.ml
        ocamlopt -c $<
%.cmi: %.mli
        ocamlc -c $<

kk.cmo: lexer.cmo parser.cmi program.cmo
kk.cmx: lexer.cmx parser.cmx program.cmx
lexer.cmo: parser.cmi
lexer.cmx: parser.cmx
parser.cmo: program.cmo parser.cmi
parser.cmx: program.cmx parser.cmi
parser.cmi: program.cmo

```

### Użycie
```
$ ./kk fib.k
20
> 6765
$

```